# Antiparactis lineolata
Antiparactis lineolata is een zeeanemonensoort uit de familie van de Actinostolidae. De wetenschappelijke naam van de soort is voor het eerst geldig gepubliceerd in 1846 door Couthouy in Dana.